# Języczek liściowy

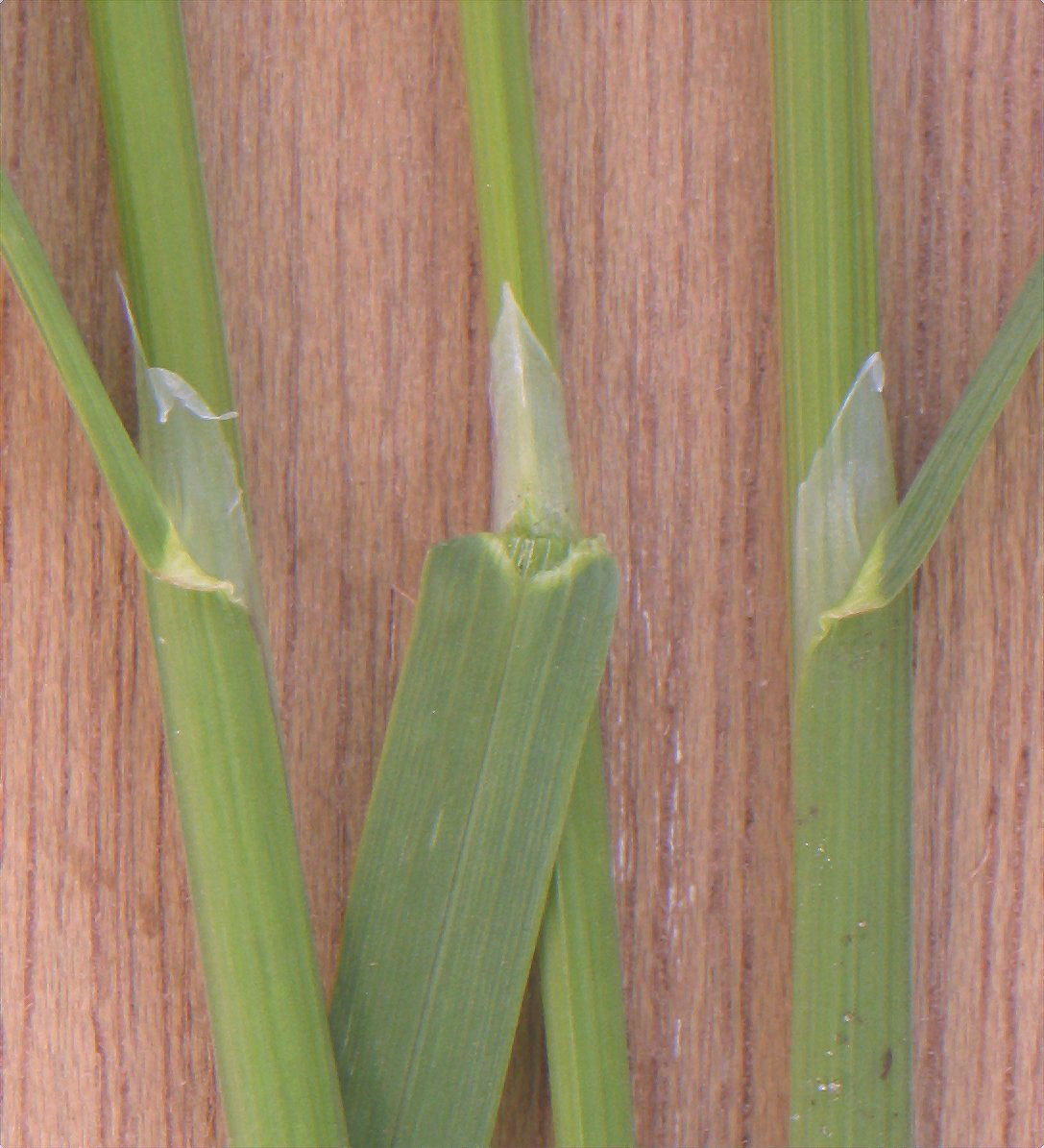
Języczki liściowe wiechliny zwyczajnej

Języczek (łac. ligula, ang. ligule) – wyrostek występujący u niektórych roślin na styku blaszki liściowej i pochwy liściowej. Struktura ta występuje u różnych grup roślin jednoliściennych i u części widłaków (widliczkowców i poryblinowców), przy czym nie ma wspólnego pochodzenia (nie jest organem homologicznym) ani między tymi dużymi grupami roślin, ani nawet między różnymi rzędami jednoliściennych. Czasami języczek może mieć postać delikatnego puchu, jak np. u trzciny pospolitej. Występowanie języczka i jego morfologia ma duże znaczenie diagnostyczne przy oznaczaniu wielu gatunków.